# Toni Kallio
Toni Kari Mikael Kallio (Tampere, 9 augustus 1978) is een Fins voormalig voetballer die speelde als verdediger.

## Interlandcarrière
Kallio was daarnaast Fins international, in 49 interlands scoorde hij twee keer voor zijn vaderland. Hij maakte zijn debuut voor de nationale ploeg op maandag 31 januari 2000, toen hij na 63 minuten inviel voor collega-debutant Jari Niemi in de vriendschappelijke wedstrijd tegen Faeröer (1-0).
| Interlanddoelpunten | Interlanddoelpunten | Interlanddoelpunten | Interlanddoelpunten   | Interlanddoelpunten | Interlanddoelpunten | Interlanddoelpunten | Interlanddoelpunten |
| #                   | Datum               | Locatie             | Wedstrijd             | Goal(s)             | Score               | Uitslag             | Wedstrijd           |
| ------------------- | ------------------- | ------------------- | --------------------- | ------------------- | ------------------- | ------------------- | ------------------- |
| 1                   | 27/02/2000          | Bangkok             | Thailand – Finland    | 74'                 | 4 – 1               | 5 – 1               | King's Cup          |
| 2                   | 02/06/2008          | Katowice            | Finland – Wit-Rusland | 90+4'               | 1 – 1               | 1 – 1               | Oefeninterland      |

## Erelijst
HJK Helsinki
- Fins landskampioen

2003
- Suomen Cup

2000, 2003
 Molde FK
- Beker van Noorwegen

2005